# Позиції в баскетболі

Позиції гравців у баскетболі: 1 — розігруючий захисник; 2 — атакуючий захисник; 3 — легкий форвард; 4 — важкий форвард; 5 — центровий.

Основних баскетбольних позицій або амплуа в баскетбольній команді три: захисник, форвард і центровий. Якщо деталізувати кожну з них, то в результаті вийде п'ять унікальних ігрових амплуа, кожне з яких має свій набір функцій та завдань. Переважно, при нападі й захисті гравець однієї позиції діє проти свого візаві, котрий має те ж саме амплуа — так, центровий найчастіше входить у силовий контакт із центровим, захисник — із захисником і т. д. Амплуа гравців розподіляються таким чином:
- розігруючий захисник (професійною термінологією — «перший номер», скорочено РЗ);
- атакуючий захисник («другий номер», АЗ);
- легкий форвард («третій номер», ЛФ);
- важкий форвард («четвертий номер», ВФ);
- центровий («п'ятий номер», Ц).

Дані позиції не регулюються правилами баскетболу і мають, як правило, лише формальний характер. Баскетбольні позиції класифікують у дві основні групи: напад (передня лінія) та захист (задня лінія).

## Задня лінія (захисники)

### Розігруючий захисник
Розігруючий захисник, або плеймейкер  — в основному це гравець, який найкраще в команді володіє м'ячем і віддає результативні передачі своїм партнерам. Також типовим є те, що розігруючий захисник — найнижчий гравець у команді. Такі гравці швидкі і можуть реалізовувати різні види кидків як із далекої, так і з близької дистанції, залежно від умінь кожного гравця. Плеймейкер мусить володіти чудовим баченням майданчика, миттєво орієнтуватись у зміні тактики команди, а також уміти виводити своїх партнерів на вигідну позицію, роздавати результативні передачі. У захисних діях розігруючий повинен бути орієнтований на перехоплення м'яча в суперника. Гравців, які поєднують навички атакуючого і розігруючого захисника називають комбогардами. Вважається, що оптимальним зростом для «першого номера»: на рівні НБА  — 188–193 см; на рівні європейських чемпіонатів - 180–193 см; але бувають винятки.
Наприклад, Меджик Джонсон, найвищий розігруючий захисник за історію НБА має зріст 206 см. Для порівняння: найнижчі розігруючі захисники за історію НБА Маґсі Боґз та Ерл Бойкінс мають зріст 160 і 165 см відповідно.

### Атакуючий захисник
Атакуючий захисник — другий гравець «задньої лінії», як правило, найкраще реалізовує кидки як з дальньої (з 6-ти і більше метрів), так і з середньої дистанції. Зазвичай атакувальний захисник орієнтований на стрімкий прохід до щита суперника, пасування м'яча на периметр. Більшу частину контратак команди  — так званих «швидких відривів»  — завершує саме «другий номер». Відповідно, атакувальний захисник повинен мати серйозні швидкісні дані. Універсальний атакуючий захисник повинен уміти віддавати передачі, беручи таким чином на себе роль плеймейкера. Гравців, які поєднують навички атакуючого захисника і легкого форварда називають свінгменами. У захисті атакуючий захисник часто захищаються проти опонентів, спроможних на кидки з далекої відстані. Зріст «другого номера» коливається у діапазоні 190–200 см.

## Передня лінія (форварди і центровий)

### Легкий форвард
Легкий форвард — гравець передньої лінії, зв'язкова ланка між плеймейкерами та «великими» гравцями. Типово має середній зріст (за баскетбольними мірками), швидкість, а також компактніший за важкого форварда та центрового. Надважливою рисою легкого форварда є добрий дриблінг і точний середній кидок. Він має бути також достатньо швидким для того, щоб встигати на підбирання м'яча, а також для проходів під кільце для реалізації подвійного кроку або слем-данку, у результаті проти них порушують правила. Багато своїх очок вони здобувають з лінії штрафних кидків. Ця позиція універсальна, оскільки інколи гравець виконує роль важкого форварда, але частіше бере на себе обов'язки атакуючого захисника. Гравців, які поєднують навички розігруючого захисника і важкого форварда називають пойнтфорвардами. Зріст «третього номера», як правило, 193–206 см.

### Важкий форвард
Основна функція важкого форварда (або, як його ще називають, потужного форварда) — захисні дії, підбирання м'яча після відскоку від свого чи чужого кільця, блокування кидків гравців суперника. Важкий форвард повинен бути досить кремезним, щоб у жорсткому контакті боротися за м'яч, і в той же час мати високий стрибок для набору очок з-під кільця. Обов'язковим є вміння стабільно закидати із середньої дистанції. Гравців, які поєднують навички легкого і важкого форварда називають комбофорвардами. Зріст «четвертого номера» — 200–215 см.

### Центровий
Центровий — найкремезніший гравець команди, при своїх габаритах (як правило, не менше 105 кг) повинен володіти достатньою швидкістю, щоб за найкоротший час переміщуватись від свого щита до чужого й навпаки. Функціонал центрового — завершення атак з-під кільця, підбирання м'яча та блокування кидків суперника, постановка «заслонів». На центрового випадає найбільше фізичне навантаження: саме йому доводиться йти в найжорсткіший контакт із суперником, не даючи йому заволодіти м'ячем. У багатьох командах гра будується саме через центрового — він є головною ударною силою, що набирає очки. Традиційно центрові вважаються чи не найважливішими гравцями команди, тому таких гравців завжди намагаються вибрати першими на драфтах (для прикладу такі зірки як Хакім Оладжьювон, Патрік Юінг, Шакіл О'Ніл, Яо Мін, Білл Расселл і Двайт Говард були вибрані під першим номером драфту). Гравців які поєднують навички важкого форварда і центрового називають центрфорвардами. Зріст «п'ятого номера» — 210–225 см.

## Зовнішні посилання
- "Basketball players" at BBC Sport Academy [Архівовано 22 вересня 2018 у Wayback Machine.]
- "How Basketball Works" at howstuffworks.com [Архівовано 1 січня 2006 у Wayback Machine.]